# Kunzella marginella
Kunzella marginella är en insektsart som först beskrevs av Baker 1925.  Kunzella marginella ingår i släktet Kunzella och familjen dvärgstritar. Inga underarter finns listade i Catalogue of Life.